# Eatonton
Eatonton è una città degli Stati Uniti d'America, situata nello Stato della Georgia e in particolare nella contea di Putnam, della quale è il capoluogo. La città omaggia nel nome il generale William Eaton.

## Elementi architettonici e artistici
- Aquila di Eatonton